# Ivo Minář
Ivo Minář, född 21 maj 1984 i Prag, är en tjeckisk professionell tennisspelare.